# Fournès
Fournès – miejscowość i gmina we Francji, w regionie Oksytania, w departamencie Gard.
Według danych na rok 1990 gminę zamieszkiwało 590 osób, a gęstość zaludnienia wynosiła 33 osoby/km² (wśród 1545 gmin Langwedocji-Roussillon Fournès plasuje się na 477. miejscu pod względem liczby ludności, natomiast pod względem powierzchni na miejscu 436.).